# Pogorzałki (województwo wielkopolskie)
Pogorzałki – wieś w Polsce położona w województwie wielkopolskim, w powiecie konińskim, w gminie Kramsk. Należy do sołectwa Ksawerów.
Pogorzałki są typem wsi rozproszonej i zajmują duży teren, na którym domy i gospodarstwa są „porozsiewane”. W latach 1975–1998 miejscowość należała administracyjnie do województwa konińskiego. Wieś należy do sołectwa Ksawerów. W Pogorzałkach rzeka Jaźwiniec i Sakłak uchodzą do Wiercicy, która to znowuż uchodzi do Warty.